# Аль-Мутамід (емір Севільї)
Мухаммад ібн Аббад ібн Ісмаїл аль-Лахмі Аль-Мутамід (араб. المعتمد محمد ابن عباد بن اسماعيل اللخمي; 1040 — 1095) — 3-й емір Севільської тайфи в 1069—1090 роках. Почесне ім'я Аль-Мутамід перекладається як «Той, хто сподівається». Відомий також як Мухаммад II.

## Життєпис
Походив з династії Аббадитів. Другий син Аббада II, еміра Севільської тайфи. Народився 1040 року в Бежа, отримавши ім'я Мухаммад. У 1053 році після страти старшого брата Ісмаїла оголошений спадкоємцем, а його візиром та вихователем став поет Ібн Аммар. Їх разом було відправлено до міста Сілб. Зрештою Мухаммад потрапив під вплив свого візира, в якого закохався. Щоб покласти цьому край батько відправив Ібн Аммара у заслання.
1069 року після смерті батька успадкував трон. Він повернув Ібн Аммара зі заслання, призначивши того спочатку валі Сілби, трохи згодом великим візиром та командувачем війська.

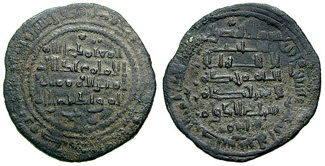
Дірхем Аль-Мутаміда

Продовжив політику розширення родинних володінь. 1070 року розпочав з Толедською тайфою боротьбу за Кордову. Спочатку захопив Кордовську тайфу, але 1075 року втратив її.
Водночас 1072 року надав допомогу Гарсії II. королю Галісії, у війні проти Альфонсо VI Леонського.
Спробував захопити Гранаду, але марно. Також втрутився у боротьбу за трон в Бадахоській тайфі, підтримавши претендента Мухаммада. У 1078 році було захоплено Мурсійську тайфу. Того ж року знову відвоював Кордову. Того ж року проти Аль-Мутаміда виступило кастильське військо. Лише погодившись на збільшення сплатити данини удвічі емір Севільї відвернув плюндрування своїх володінь. Невдовзі великий візир Ібн Аммар спробував стати незалежним правителем в Мурсії, але його було швидко подолано. Тому він втік до Сарагоси.
У 1082 році фактично припинив сплату данини Кастилії. У відповідь король Альфонсо VI підступив до Севільї і 3 дні облягав її, але аль-Мутамід зумів відбити наступ.
1085 року Аль-Мутамід об'єднався з емірами Альмерії, Гранади, Баходоса і Валенсії у війні проти Альфонсо VI, короля Кастилії. Було запрошено на допомогу Юсуфа ібн Ташфіна, правителя Альморавідів. Але проти цього виступив син Аль-Мутаміда — Ар-Рашид.
1086 року війська Севільської тайфи брали участь у битві при Саграхасі, де коаліція тайф і Альморавідів завдали поразки кастильському війську. Того ж року Аль-Мутаміду було передано колишнього візира Ібн Аммара, якого перед тим було взято в полон. За наказом еміра того було страчено.
1087 року війська Кастилії знову виступили проти Севільї, захопивши фортецю Аледо. Аль-Мутамід знову звернувся по допомогу до Альморавідів. Також прибули війська Гранадської тайфи. Бойові дії поновилися 1088 року.
1090 року Юсуф ібн Ташфін почав захоплення тайф Аль-Андалуса. Аль-Мутамід деякий час чинив опір, але зрештою 1091 року наказав здати фортецю Алькасар в Севільї. Його було відправлено до Агмати (поблизу Марракешу), де колишній емір помер 1095 року.

## Творчість
Був відомим поетом того часу. Створив в Севільї поетичний гурток, членами якого були Ібн Хамдіс, Ібн аль-Лаббана, Ібн Зейдун. також емір був покровителем географа Аль Бекрі і астроном Аз-Заркалі.

## Родина
Дружина чи наложниця — Аль-Румайкія
Діти:
- Ар-Рашид (д/н—1091)
- Абу Насир аль-Фатах аль-Мамун (д/н—1090)
- Факр ад-Даула
- Бусайна (1070—?), поетеса